# Schwarzflecken-Saugwurm
Der Schwarzflecken-Saugwurm (Cryptocotyle lingua) ist ein in Norddeutschland, Dänemark, Norwegen und dem Vereinigten Königreich sowie in Russland, Japan, Grönland und Nordamerika vorkommender Saugwurm. Er befällt den Dünndarm vor allem von Meeresvögeln wie Möwen und Seeschwalben sowie von Robben. Aber auch Hunde (→ Saugwürmer bei Hunden), Katzen und sehr selten auch der Mensch können als Endwirt dienen. In Kontinentaleuropa kommen jedoch Infektionen des Menschen nicht vor, obwohl viele atlantische und baltische Speisefische wie Schellfisch, Heringe und Dorsche häufig befallen sind. Nachweise gibt es nur bei Inuit in Grönland nach dem Verzehr von Schwimmgrundeln und Geflecktem Lippfisch.
Der Parasit ist 0,5–2 mm lang und 0,2 bis 0,9 mm breit. Charakteristisch sind der mit dem Hinterende des Bauchsaugnapfs verbundene Genitalsaugnapf und die beiden schräg angeordneten Hoden. Der Endwirt scheidet die Eier mit dem Kot aus. Sie sind 33–40 × 17–21 µm groß.
Erster Zwischenwirt ist die Große Strandschnecke (Littorina littorea). Die Zerkarien entwickeln sich im zweiten Zwischenwirt (viele Fischarten) zu Metazerkarien. Sie bilden kleine, klare Zysten in der Fischhaut, um welche der Fisch eine schwarz pigmentierte Bindegewebskapsel bildet. Bei starkem Befall zeigt sich dies als Schwarzfleckenkrankheit. Die Metazerkarien sind zungen- bis pyramidenförmig, 0,44 bis 0,92 mm lang und an der breitesten Stelle 0,11 bis 0,31 mm breit. Die Mundbucht ist elliptisch, der Ösophagus gerade. Die Darmgabelung erfolgt am Übergang zum zweiten Körperviertel. Der Bauchsaugnapf hat einen mittleren Durchmesser von 0,03 mm.
Die Erstbeschreibung durch Creplin aus dem Jahr 1825 bezeichnete die Art als Distoma lingua. Weitere Synonyme sind Cercaria lophocerca (de Filippi, 1857), Cryptocotyle americana (Ciurea, 1924), Cryptocotyle macrorhinis (MacCallum, 1916), Dermocystis ctenolabri (Stafford, 1905), Distomum macrorhinis (MacCallum, 1916), Hallum caninum (Wigdor, 1918) und Tocotrema lingua (Creplin, 1825).